# Phòng Tiếp tân Thượng viện Hoa Kỳ
Phòng Tiếp tân Thượng viện (tiếng Anh: United States Senate Reception Room) nằm trong Điện Capitol Hoa Kỳ là một trong những phòng công được trang trí lộng lẫy nhất của Điện Capitol với tác phẩm của nghệ sĩ người Ý Constantino Brumidi. Căn phòng được đánh số S-213, trước đây được sử dụng cho các cuộc họp và các nghi lễ. Trong phòng có chín bức chân dung vĩnh viễn của các Thượng nghị sĩ vĩ đại nhất theo quyết định của một ủy ban Thượng viện. Những bức chân dung này được đặt trong những khung vàng đồ sộ và được trang trí công phu.

## Chân dung Thượng nghị sĩ
Năm 1957, một Ủy ban Thượng viện do Thượng nghị sĩ John F. Kennedy đứng đầu được giao nhiệm vụ chọn lọc ra 5 Thượng nghị sĩ Hoa Kỳ vĩ đại nhất mọi thời đại để treo các bức chân dung của họ trong Phòng Tiếp tân Thượng viện. John C. Calhoun (từ Nam Carolina), Daniel Webster (từMassachusetts), Henry Clay (từ Kentucky), Robert A. Taft (từ Ohio) và Robert M. La Follette (từ Wisconsin). Năm 2004, Thượng viện bổ sung Arthur H. Vandenberg (từ Michigan) và Robert F. Wagner (từ New York ). Năm 2006, Roger Sherman và Oliver Ellsworth đều đến từ Connecticut cũng được thêm vào. Chín nhân vật có chân dung trong phòng tiếp tân được gọi chung là "Bộ Chín nổi tiếng"

Những nhân vật có chân dung trong Phòng Tiếp tân Thượng viện theo thứ tự ngày thêm vào.
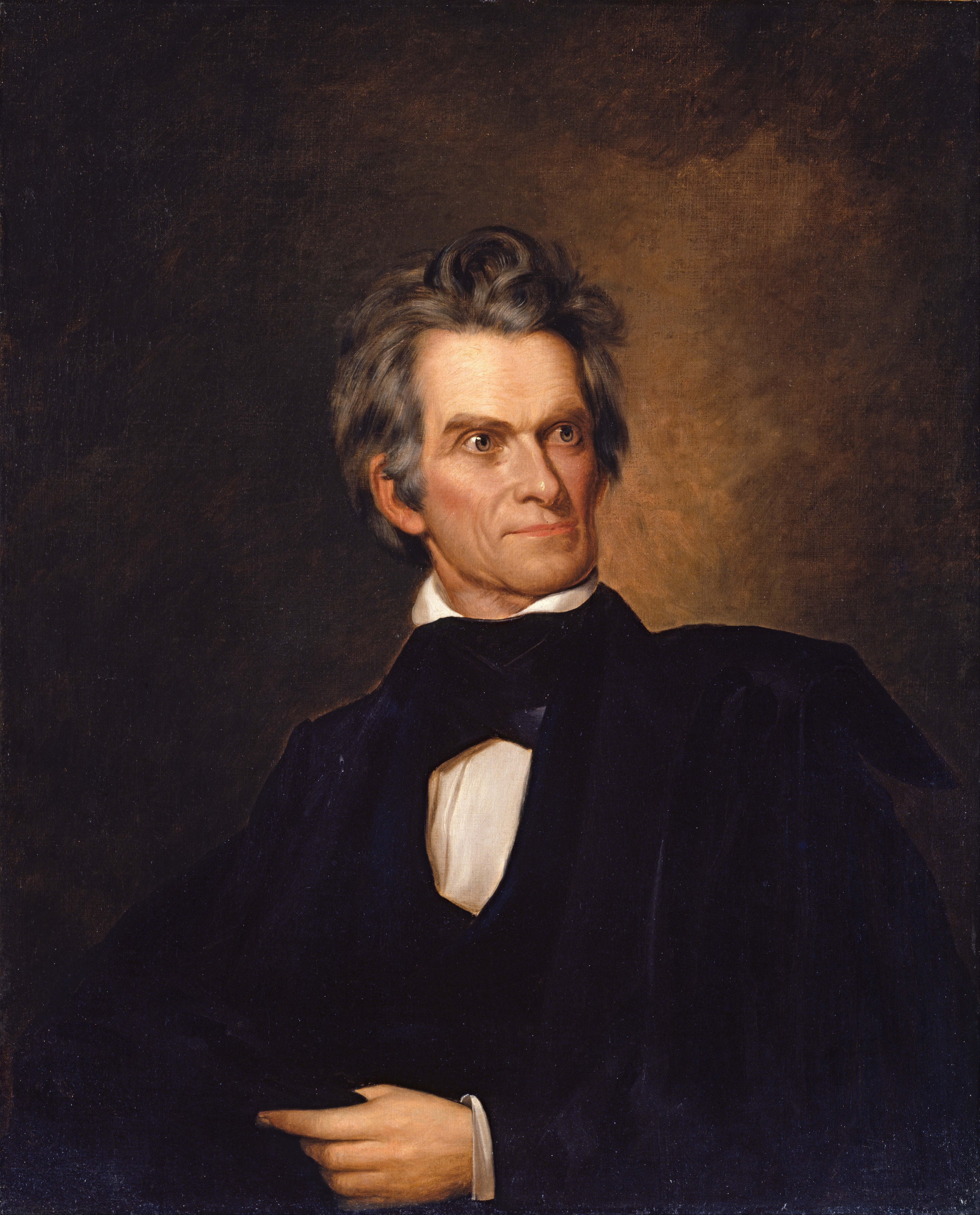
John C. Calhoun
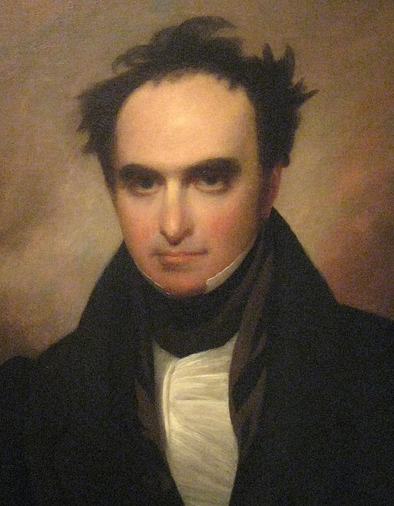
Daniel Webster
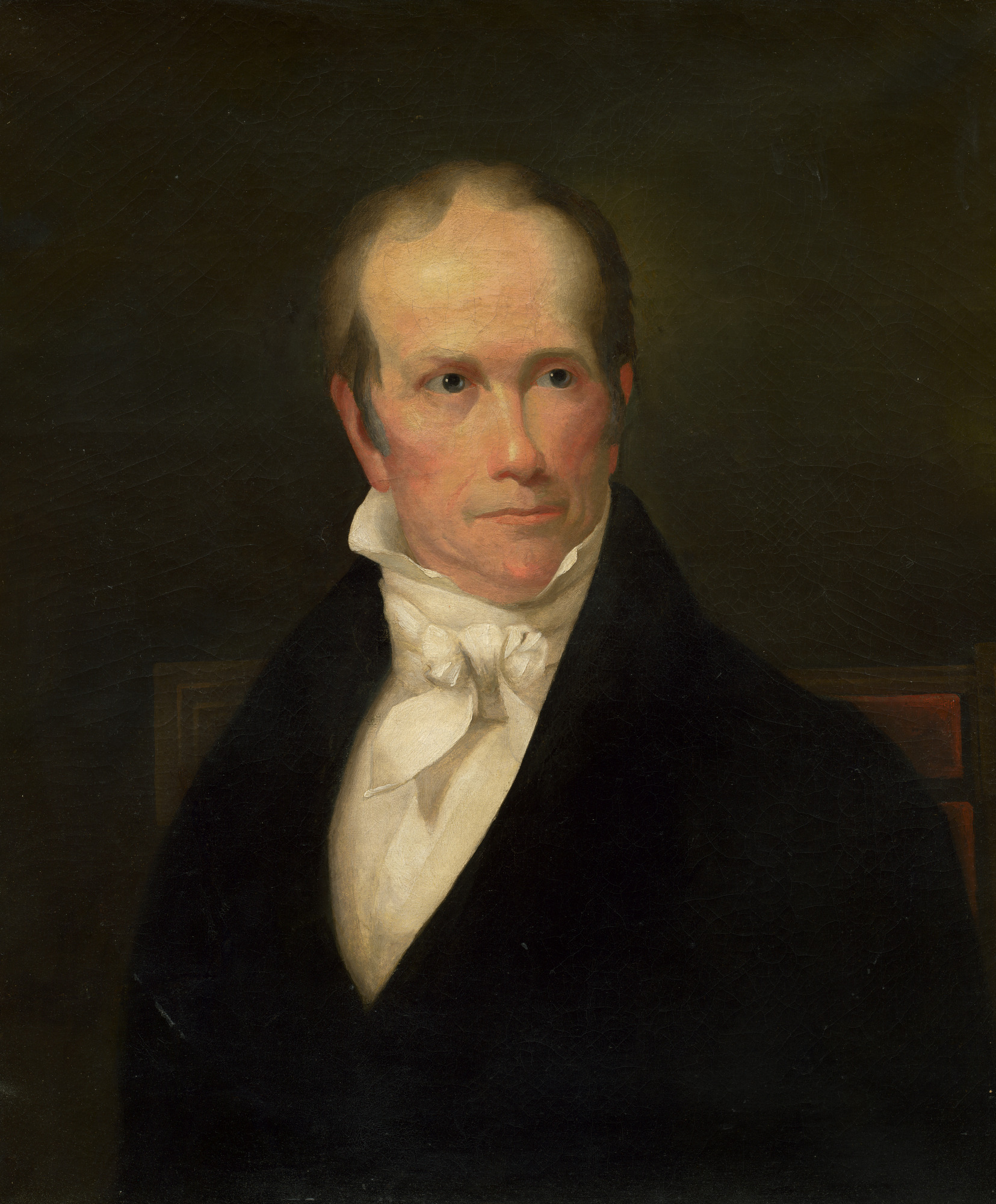
Henry Clay
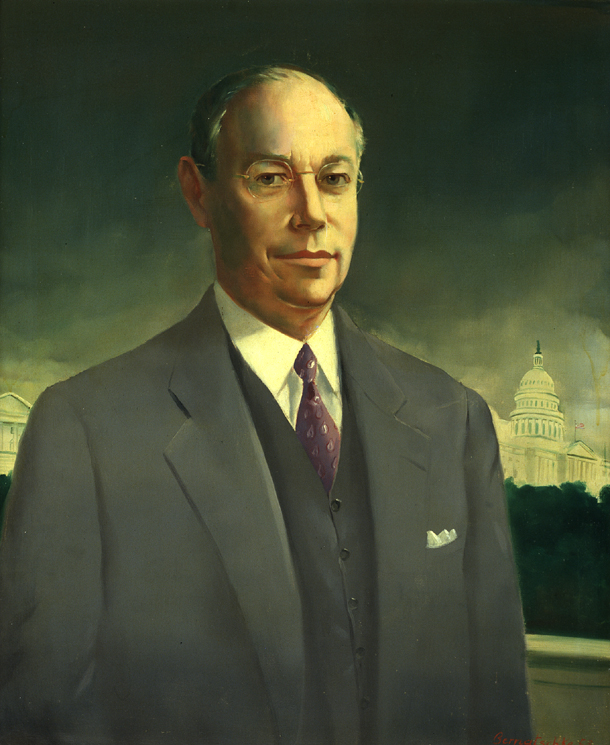
Robert A. Taft
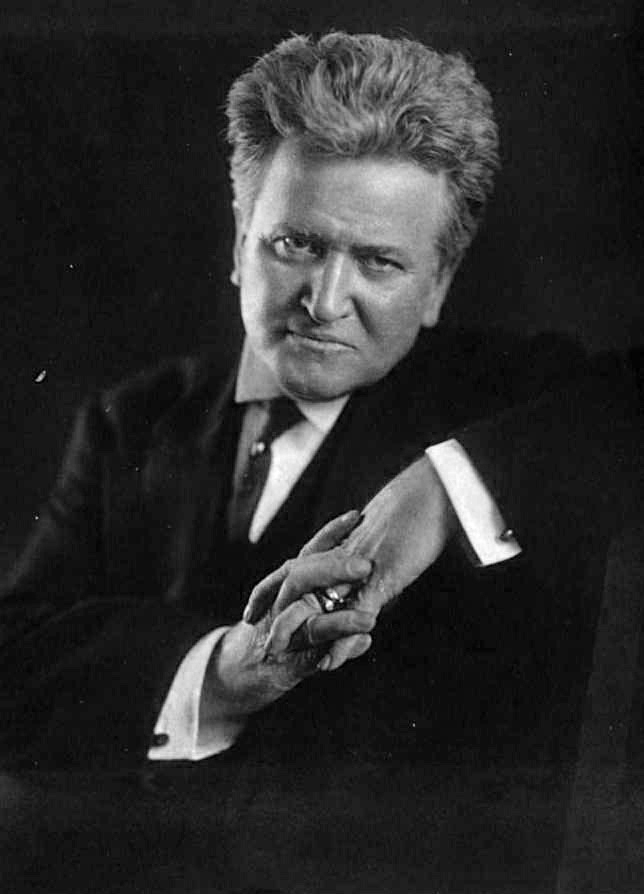
Robert M. La Follette
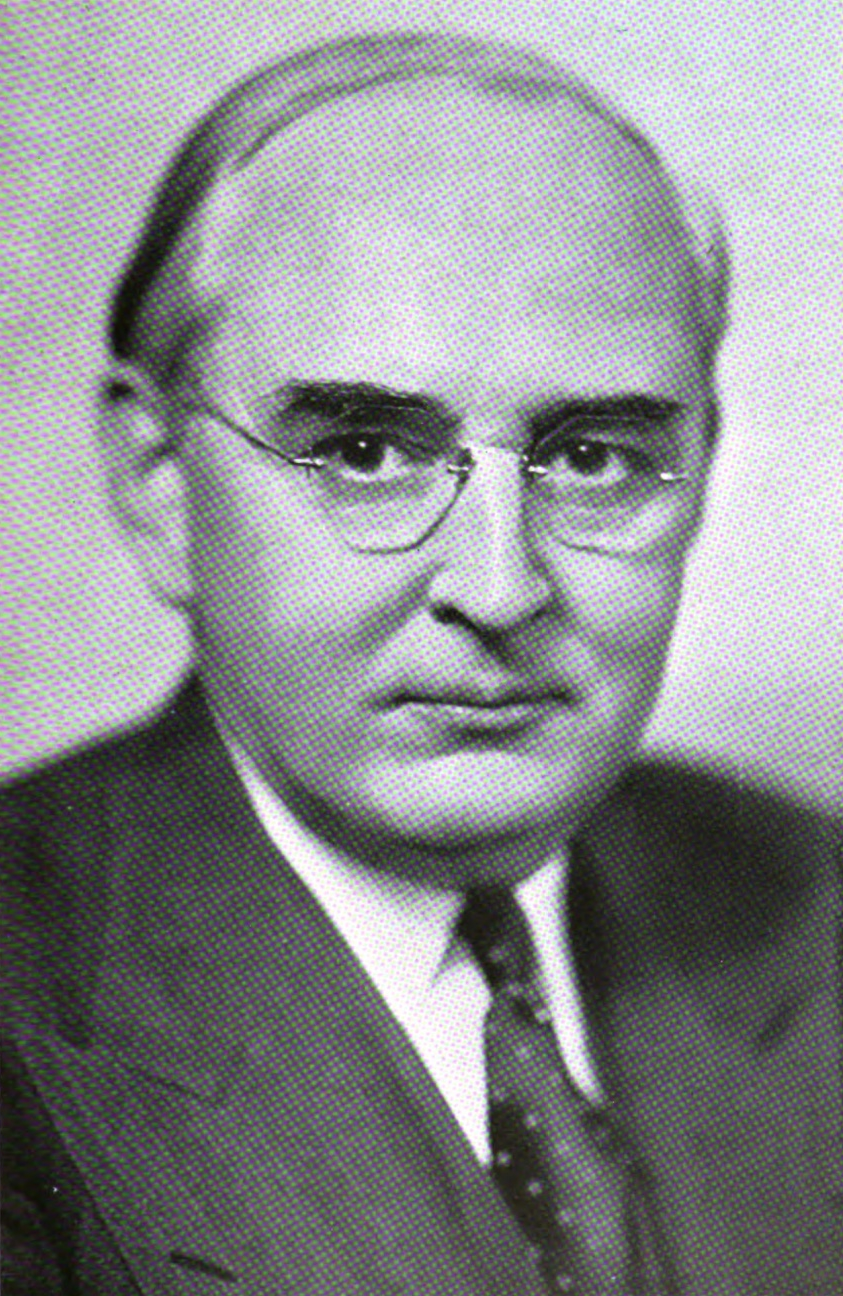
Arthur H. Vandenberg
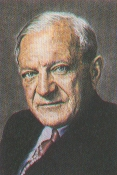
Robert F. Wagner
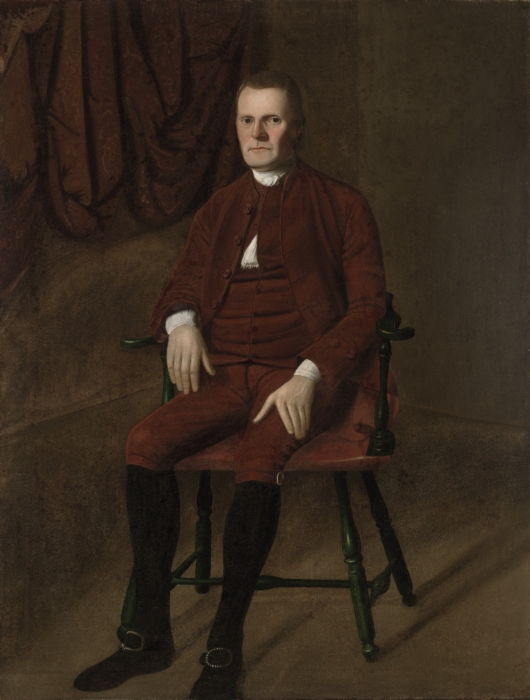
Roger Sherman
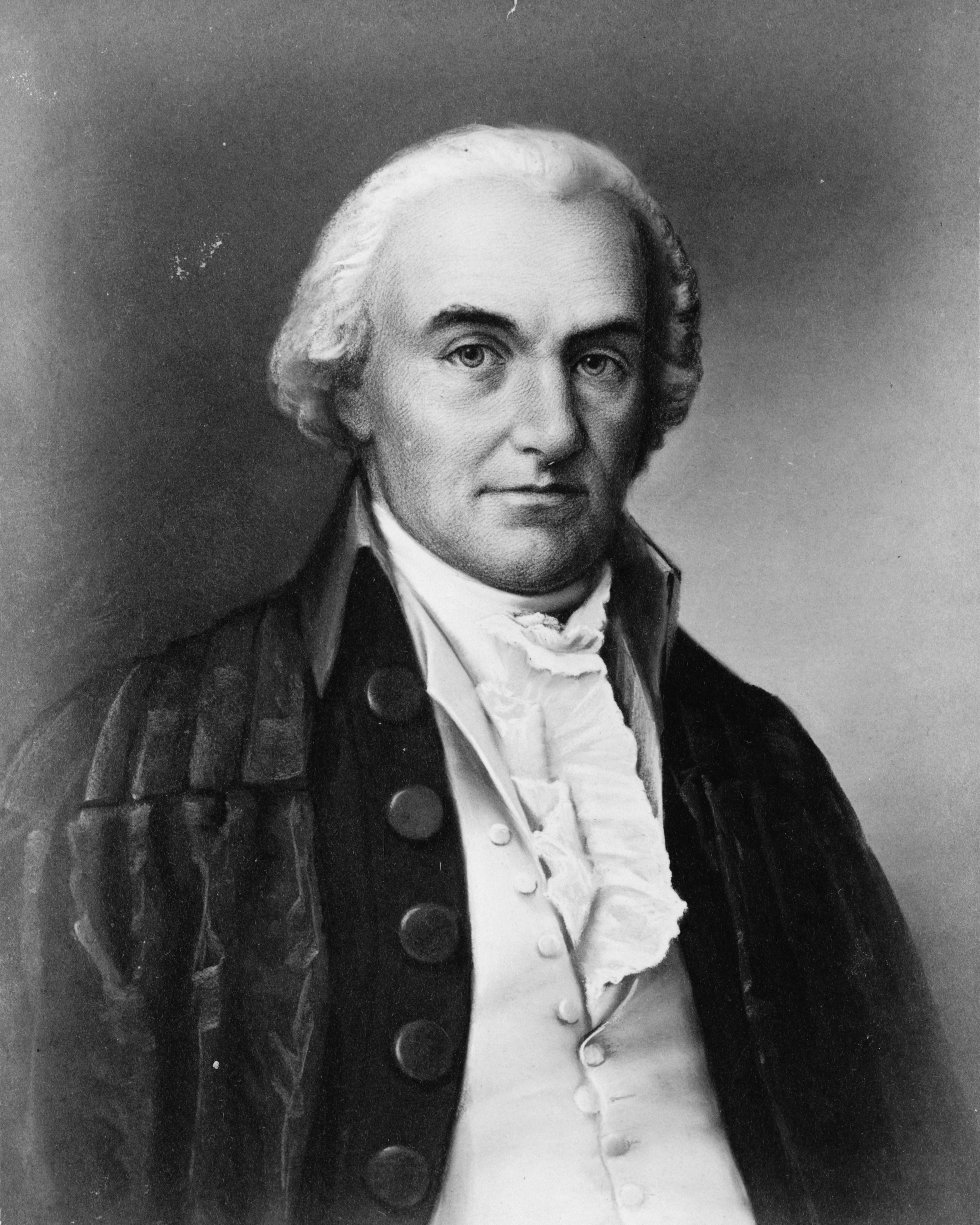
Oliver Ellsworth